# Phase (Band)
Phase ist eine in Großbritannien ansässige Rock-Band die im Jahr 2003 in Larisa, Griechenland gegründet wurde.

## Geschichte
Der Gründer, Thanos Grigoriou hat Musik mit verschiedenen Bandmitglieder gespielt und aufgenommen bis 2011, wo das Lineup mit Marios Papakostas, Damos Harharidis und Vasilis Liapis vervollständigt wurde.
Sie debütierten mit ihrer digitalen Single Perdition durch das Microsoft Playlist Seven für die Co-Promotion Kampagne des Windows 7-Releases, gefolgt von zwei Alben In Consequence und The Wait.

## Diskografie
- In Consequence (2010)
- The Wait (2014)